# Stéphane Tarnier
Stéphane Tarnier (ur. 29 kwietnia 1828 w Aiserey, zm. 22 listopada 1897) – francuski lekarz położnik.

## Życiorys
Urodził się 29 kwietnia 1828 w Aiserey jako syn wiejskiego lekarza. Rodzina wkrótce przeprowadziła się do Arc-sur-Tille. Po ukończeniu liceum w Dijon, Tarnier wyjechał do Paryża, gdzie w 1845 podjął studia medyczne. W następnym roku wrócił do rodzinnej miejscowości, pomagać ojcu w zwalczaniu epidemii cholery w regionie Dijon. Po powrocie do Paryża w 1850 ukończył studia medyczne i w 1856 podjął pracę w szpitalu położniczym dla ubogich Maternité Port-Royal w Paryżu, by zdobyć kwalifikacje jako położnik przed planowaną pracą jako lekarz ogólny. Podczas pobytu w nim zainteresował się prewencją gorączki połogowej, która w tym okresie powodowała zgon u jednej na sześć kobiet rodzących w szpitalu. W 1857 Tarnier zaprezentował przed Akademią Nauk swoją pracę na ten temat, w której dowodził, że śmiertelność jest 13 razy wyższa w szpitalu, niż wśród kobiet rodzących poza nim, i postawił tezę, iż powód stanowi choroba zakaźna. Konkluzja ta była wówczas uznana za mocno kontrowersyjną, ale jego dyrektor Paul Dubois, będąc pod wrażeniem Tarniera, mianował go kierownikiem kliniki, a w 1867 dodatkowo naczelnym chirurgiem.
W ciągu następnych 22 lat swojego kierownictwa Tarnier zaprowadził w szpitalu reżim sanitarny. Wprowadził izolatki dla chorych i jako pierwszy we Francji wprowadził zasady antyseptyki Josepha Listera, w tym spray z kwasu karbolowego. Śmiertelność w latach 1870–1880 z powodu gorączki połogowej spadła z 93 na 1000 porodów do 23 na 1000 porodów, a do 1890 do 7 na 1000 porodów. Wyniki swoich 40-letnich badań nad gorączką połogową Tarnier opublikował w 1894.
W 1881 Tarnier opracował prototyp inkubatora, który stał się standardem w opiece postnatalnej, szczególnie wcześniaków. Inspiracją dla Tarniera stał się spacer do paryskiego ZOO, gdzie zauważył ogrzewane skrzynki lęgowe dla piskląt egzotycznych ptaków. Zbudowane przez niego drewniane urządzenie składało się z koszyka lub kołyski, pod którymi znajdowały się zbiorniki z wodą ogrzewaną lampą oliwną. Dla zapobieżenia ucieczce ciepła dziecko można było obserwować przez szybę umieszczoną na wierzchu inkubatora. Dzięki jego wynalazkowi nastąpił wśród noworodków o masie niższej niż 2000 g spadek śmiertelności z 66% do 38%. Opracowując swój wynalazek Ternier nie miał wiedzy o podobnych urządzeniach skonstruowanych wcześniej: w 1835 Johann Georg von Ruehl opracował inkubator w St. Petersburgu, a w 1864 Carl Siegmund Franz Credé zbudował swoje urządzenie w Berlinie.
W 1889 Tarnier został następcą Pajota jako profesor położnictwa na paryskim uniwersytecie, stając się głównym autorytetem położniczym we Francji. Autor licznych prac badawczych, przeprowadził rewizję podręcznika położnictwa Caseaux, wraz z Sée przeprowadził rewizję atlasu Lenoira i opublikował własny Traité de l’art des accouchments. Dostrzegając wady powszechnie stosowanych kleszczy Levreta, w 1877 zaprezentował własny model kleszczy. Jego nowe kleszcze pozwalały operatorowi na ciągnięcie niezależnie od pozycji główki w kanale rodnym, używając przy tym mniejszej siły i oszczędzając główce i tkankom kobiety niepotrzebnych uszkodzeń. Kleszcze Terniera weszły do powszechnego użytku. Ponadto opracował metodę wywoływania porodu za pomocą balona domacicznego, co miało chronić przed ryzykiem interwencji chirurgicznej związanej z cesarskim cięciem.
W 1891 został przewodniczącym Akademii Medycznej w Paryżu, ale w 1897 przeszedł na emeryturę. W dniu odejścia doznał udaru i zmarł wkrótce potem – 22 listopada 1897. Do jego najważniejszych uczniów należeli Pierre Budin i Alphonse Pinard. Na budynku, w którym prowadził wykłady, uhonorowano go tablicą pamiątkową, a później jego klinikę nazwano Kliniką Tarniera.